# Canton de Viviers
Le canton de Viviers est une ancienne division administrative française située dans le département de l'Ardèche et la région Rhône-Alpes.

## Géographie
Ce canton était organisé autour de Viviers dans l'arrondissement de Privas. Son altitude variait de 55 m (Le Teil) à 664 m (Aubignas) pour une altitude moyenne de 142 m.

## Représentation

### Conseillers généraux de 1833 à 2015
| Période      | Période              | Identité                                    | Étiquette     | Qualité |
| ------------ | -------------------- | ------------------------------------------- | ------------- | --- |
| 1833         | 1836                 | François Mossan                             |               | Notaire à Viviers |
| 1836         | 1842                 | Hubert Fournéry (1797-1854)                 |               | Propriétaire, ancien procureur du Roi à Nîmes                                                                             |
| 1842         | 1848                 | François Mossan                             |               | Notaire à Viviers |
| 1848         | 1871                 | Franklin Fournéry                           |               | Juge de paix du canton de Viviers                                                                                         |
| 1871         | 1886 (décès)         | Pierre Simon Carle                          | Républicain   | Propriétaire - Maire de Viviers                                                                                           |
| 1886         | 1889                 | Constant Carle                              | Républicain   | |
| 1889         | 1927                 | Joseph Auguste Pavin de Lafarge             | URD           | Industriel (cimenteries Lafarge), maire de Viviers                                                                        |
| 1927         | 1937                 | Henri Pavin de Lafarge (neveu du précédent) | URD           | Industriel, Sénateur (1930-1945)                                                                                          |
| 1937         | 1940                 | Édouard Froment                             | SFIO          | Banquier - Député (1932-1941)                                                                                             |
|              |                      |                                             |               | |
| 1942         | 1945                 | Ferdinand Gros                              |               | Conseiller municipal du Teil Nommé conseiller départemental en 1942                                                       |
|              |                      |                                             |               | |
| 1945         | 1949                 | Henri Chaze                                 | PCF           | Instituteur Maire de Cruas (1956-1989) Député de 1962 à 1967                                                              |
| 27 mars 1949 | 31 mars 1976 (décès) | Paul Avon                                   | SFIO puis DVG | Instituteur Maire du Teil (1965-1976)                                                                                     |
| 17 juin 1976 | 17 mars 1985         | Christian Lavis                             | PS            | Producteur maraîcher Maire de Viviers de 1977 à 1995                                                                      |
| 17 mars 1985 | 29 mars 1992         | Jacques Allignol                            | RPR           | Médecin au Teil |
| 29 mars 1992 | 22 mars 1998         | Christian Lavis                             | UDF-Radical   | Maire de Viviers de 1977 à 1995 Maire du Teil de 2001 à 2008                                                              |
| 22 mars 1998 | 29 mars 2004         | Robert Chapuis                              | PS            | Inspecteur général de l’Éducation Nationale Maire du Teil de 1983 à 2001 Député (1981-1988) Secrétaire d'État (1988-1991) |
| 29 mars 2004 | 29 mars 2015         | Olivier Pévérelli                           | PS            | Chargé d'affaires Maire du Teil depuis mars 2008 Ancien Vice-Président du Conseil Général                                 |

### Conseillers d'arrondissement (de 1833 à 1940)
| Période                                  | Période | Identité                  | Étiquette               | Qualité |
| ---------------------------------------- | ------- | ------------------------- | ----------------------- | --- |
| 1833                                     | 1836    | Andéol Ollivier           |                         | Notaire, maire du Teil                                                                                      |
| 1836                                     | 1842    | M. Volland                |                         | Propriétaire à Saint-Thomé                                                                                  |
| 1842                                     | 1848    | Louis Maurice Maurin père |                         | Médecin à Viviers                                                                                           |
|                                          |         |                           |                         | |
| 1898                                     | 1904    | Jules Rieu                | Républicain ministériel | Maire d'Alba                                                                                                |
| 1904                                     | 1919    | Léopold Robert            | Républicain indépendant | Médecin |
| 1919                                     | 1940    | Louis Armand              | Libéral                 | Hôtelier |
| 1940                                     |         |                           |                         | Les conseils d'arrondissement ont été suspendus par la loi du 12 octobre 1940 et n'ont jamais été réactivés |
| Les données manquantes sont à compléter. |         |                           |                         | |

## Composition
Le canton de Viviers regroupait six communes. 

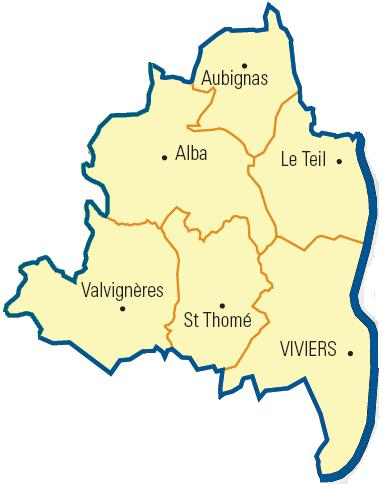
Carte du canton

| Nom                 | Code Insee | Intercommunalité                    | Superficie (km2) | Population (dernière pop. légale) | Densité (hab./km2) |
| ------------------- | ---------- | ----------------------------------- | ---------------- | --------------------------------- | ------------------ |
| Viviers (chef-lieu) | 07346      | CC Du Rhône aux Gorges de l'Ardèche | 34,15            | 3 788 (2014)                      | 111                |
| Alba-la-Romaine     | 07005      | CC Ardèche Rhône Coiron             | 30,46            | 1 409 (2014)                      | 46                 |
| Aubignas            | 07020      | CC Ardèche Rhône Coiron             | 15,42            | 487 (2014)                        | 32                 |
| Saint-Thomé         | 07300      | CC Ardèche Rhône Coiron             | 19,65            | 444 (2014)                        | 23                 |
| Le Teil             | 07319      | CC Ardèche Rhône Coiron             | 26,59            | 8 376 (2014)                      | 315                |
| Valvignères         | 07332      | CC Ardèche Rhône Coiron             | 29,78            | 502 (2014)                        | 17                 |

## Démographie
| 1962   | 1968   | 1975   | 1982   | 1990   | 1999   | 2006   | 2011   | 2012   |
| ------ | ------ | ------ | ------ | ------ | ------ | ------ | ------ | ------ |
| 13 339 | 13 685 | 12 988 | 13 016 | 13 105 | 13 619 | 14 303 | 14 714 | 14 866 |